# 阿爾弗雷多·波韋達
阿爾弗雷多·厄内斯托·波韋達·布爾瓦諾将军（1926年1月24日—1990年）， 从1976年1月11日至1979年8月10日任厄瓜多尔最高执政委员会主席。海军司令。
生于通古拉瓦省(Tungurahua)的Píllaro。毕业于阿根廷海军学院后，参加在基多梅希亚学校和厄瓜多尔海军学院，任第一区海军司令兼海军陆战队司令。在军事政变中他上台后被列为最高执政委员会主席和厄瓜多尔海军少上将，最高委员会的其他两名成员是路易斯·G·杜兰·阿森塔莱斯将军和路易斯·莱奥罗·佛朗哥将军，这3名将军分别是海军陆战队、海军和陆军的司令。波韦达·布尔瓦诺政府恢复政党活动，举行总统大选，恢复了民主政治。
| 前任： 吉列爾莫·羅德里格斯·拉臘 | 厄瓜多尔总统 1976年—1979年 | 繼任： 海梅·罗尔多斯·阿吉莱拉 |